# Рудник (Србица)
Рудник (алб. Runik) је насеље у општини Србица, Косово и Метохија, Република Србија.
Овде се налази Црква Светог Ђорђа у Руднику.

## Становништво
| Демографија | Демографија | Демографија |
| Година      | Становника  | Становника  |
| ----------- | ----------- | ----------- |